# Gelis keenii
Gelis keenii är en stekelart som först beskrevs av Alan John Harrington 1894.  Gelis keenii ingår i släktet Gelis och familjen brokparasitsteklar. Inga underarter finns listade i Catalogue of Life.